# Playa de Almáciga
Playa de Almáciga är en strand i Spanien.   Den ligger i provinsen Provincia de Santa Cruz de Tenerife och regionen Kanarieöarna, i den sydvästra delen av landet, 1 700 km sydväst om huvudstaden Madrid. Playa de Almáciga ligger på ön Teneriffa.